# زارتش
زارتش (بالفارسية: زارچ) هي منطقة سكنية تقع في إيران في Zarach District. يقدر عدد سكانها بـ 9,979 نسمة .